# Белло (граф Каркассона)
Белло́ (Белло́н; фр. Bello (Bellon); умер не позднее 812) — первый франкский граф Каркассона (790 (?) — не позднее 812), о котором сохранились сведения в исторических источниках. Основатель династии Беллонидов и, предположительно, предок членов Барселонского дома.

## Биография

### Первый граф Каркассона
О жизни графа Белло почти ничего не известно. Основные сведения о нём содержатся в нескольких юридических документах IX века, а также в генеалогических трудах о французской и испанской знати, составленных в XVII—XVIII веках. Наиболее ранний из достоверных исторических источников, в котором упоминалось имя Белло, датирован 837 годом.
Согласно этим источникам, родиной Белло, принадлежавшего к знатному вестготскому семейству, был Конфлан. Спасаясь от преследований со стороны мавров Кордовского эмирата, он, подобно многим другим готам, бежал во владения короля Карла Великого. Позднее Белло получил от этого монарха в управление новообразованное Каркассонское графство. Традиционно датой этого события считается 790 год, когда король Карл провёл реорганизацию пограничных территорий на юге Франкского государства. Однако это мнение не основано на каких-либо современных Белло документах, поэтому в работах историков присутствуют и другие даты получения им во владение Каркассона.
О деятельности Белло как графа Каркассона также ничего не известно. В том числе, исторические источники не называют имени Белло при описании ими обстоятельств произошедшего в 793 году крупного мусульманского вторжения в южные районы Франкского государства, завершившегося сражением на реке Орбьё, в котором участвовало и каркассонское ополчение.
Точная дата смерти Белло до сих пор не установлена. Как предполагается, он должен был скончаться ранее апреля 812 года, когда в одном из документов Карла Великого графом Каркассона был назван уже Гислафред. В качестве возможной даты смерти Белло некоторые историки называют 810 год, однако это предположение не подтверждено данными первичных исторических источников.

### Семья
Основным вопросом исторической науки, связанным с Белло, является проблема происхождения лиц, называемых в различных источниках его детьми. Так как среди потомков этих лиц присутствовал целый ряд видных деятелей Средневековья, включая королей Арагона из Барселонской династии, этот вопрос нашёл отражение в работах многих историков.
В настоящее время достоверно установлено, что детьми Белло от неизвестной по имени жены были, по крайней мере, два сына и дочь. Все эти лица являются членами дома Беллонидов, получившего название по имени своего родоначальника:
- Гислафред (умер не позднее 820 года) — граф Каркассона (не позднее 812 — не позднее 820), упоминающийся как сын Белло в хартии от 837 года.
- Олиба I (умер в 837 году) — граф Каркассона (около 821—837), традиционно считающийся братом Гислафреда.
- Ришильда — как предполагают противники теории о прямом родстве Беллонидов и Барселонского дома, она могла быть супругой графа Сердани, Урхеля и Барселоны Сунифреда I.

В отношении других лиц, отцом которых считается Белло, среди историков идут дискуссии. К лицам, происхождение которых от этого графа Каркассона подвергается серьёзному сомнению, относятся:
- Суньер I (умер не ранее 848 года) — граф Ампурьяса (834/835—842 и 846—848). Упоминается в качестве сына Белло только в трудах историков, работавших в XVII веке и позднее. Предположение о его родственных связях с Беллонидами не основано на свидетельствах раннесредневековых исторических источников.
- Сунифред I (умер около 848) — граф Сердани (835—848), Урхеля (839—848), Барселоны (844—848) и других владений. Его происхождение — предмет долгих споров историков. Одни из них считают, что Сунифред был сыном Белло, другие — его зятем через свою жену Ришильду. Сторонники первой версии основывают своё мнение на данных о близком родстве потомков Олибы I и Сунифреда, содержавшихся в хартиях 873 года (о встрече Олибы II и Акфреда I Каркассонских с Вифредом I Волосатым и Миро Старым) и 879 года (в ней Миро Старый называл графа Белло своим дедом), а также на трудах французских и испанских историков Позднего Средневековья, возможно, опиравшихся на недошедшие до нашего времени документы. Сторонники связи Беллонидов и Барселонской династии по женской линии в качестве аргументов приводят довод, что ни одна из многочисленных испанских хроник XI—XIV веков не сообщала о том, что Сунифред I был сыном Белло, и не возводила происхождение барселонских графов и арагонских королей этого времени к первому графу Каркассона. В настоящее время среди историков есть представители обеих теорий[8][9][10][11].
- Аларик (умер в 844) — граф Ампурьяса (842—844).